# Tomoaki Kuno
Tomoaki Kuno (久野 智昭, Tomoaki Kuno) est un footballeur japonais né le 25 septembre 1973 à Shizuoka.